# Duizendbladkokermot
De duizendbladkokermot (Coleophora argentula) is een vlinder uit de familie kokermotten (Coleophoridae). De wetenschappelijke naam is voor het eerst geldig gepubliceerd in 1834 door Stephens.
De soort komt voor in Europa.